# ¡Hatari!
¡Hatari! es una película estadounidense de 1962, dirigida por Howard Hawks y protagonizada por John Wayne. El título significa peligro en swahili. La película presenta un grupo de cazadores que captura animales salvajes para posteriormente ser vendidos a zoológicos, mostrando un retrato interesante pero anticuado de África, dominado todavía por los no africanos.
¡Hatari! fue filmado en los que hoy es el norte de Tanzania. Muchas escenas fueron filmadas cerca de la ciudad de Arusha, en un rancho de caza de Ngorongoro, que en aquella época fue propiedad del actor Hardy Krüger. De hecho, el nombre del grupo Momella Game Company que aparece serigrafiado en los transportes y vehículos que utilizan,  vendría dado por la zona geográfica de los Momella Lakes, en el parque nacional de Arusha. 

## Sinopsis
Un grupo de cazadores dirigido por Sean Mercer (John Wayne) está cumpliendo en Tanzania el encargo de capturar animales de muy variadas especies, cuando se incorpora al grupo Ana María D'Allesandro (Elsa Martinelli), que será llamada Dallas y que tiene la tarea de fotografiar su trabajo, y el tirador francés Charles Maurey (Gérard Blain) al que llamarán Chips. 
Todos ellos van a tener muchas diversiones y aventuras... y algunos de ellos también una historia de amor.

## Trama
La película comienza con la inauguración de la temporada de caza por parte de la Momella Game Company, concretamente cuando este grupo se dispone a cazar a un rinoceronte. En la maniobra, uno de ellos, conocido como “el indio” (Bruce Cabot) sale herido, por lo que se verán obligados a trasladarlo al hospital más cercano, a cinco horas de distancia.  Será entonces cuando entre en acción “Chips” (Gérard Blain), un tirador francés que les pide trabajo y que actuará como donante de sangre para el herido.
Tras festejar en el pueblo el haber logrado la sangre para salvar a su amigo, regresan a su rancho, donde conocen a Dallas, fotógrafa del zoológico de Basilea que vendría a África para dejar constancia de los animales de la institución desde el momento de captura. Al principio la Compañía se niega a que los acompañe, pero finalmente acabarán aceptando. 
Estos tenían en el rancho una pizarra y una hoja con todos los pedidos realizados por zoos y circos para la temporada de caza, por lo que las escenas sucesivas estarán destinadas a mostrar la captura de muchas de las especies solicitadas: jirafas, cebras, monos, impalas, búfalos. Para la caza de estos últimos, la compañía tendrá que realizar un viaje de cinco días en busca de estos, dirigiéndose a zonas más secas. 
En una de estas travesías, uno de los coches se ve obligado a parar para arreglar una avería, siendo entonces cuando se muestra a la tribu de los Masái y al gran pozo que esta tiene para alimentar a su ganado. Sean Mercer dirá “es curioso, trabajan todo el día subiendo el agua pero cuando hay que repararlo no lo tocan, contratan a otra tribu para que lo haga. Son ganaderos demasiado orgullosos para cavar”. 
En otro de los viajes, la Momella Game Company pasará por otra tribu africana, sobre la que no hacen referencia concreta, en esta encuentran a una especie de guarda sabanas que la noche anterior se había visto obligado a disparar a un elefante al intentar este atacar una de las chozas del poblado. Estando en conversación con este aparecerá una cría de elefante que sería la hija de la elefanta fallecida. Dallas logra que Sean le permita quedarse con el pequeño paquidermo ya que, si no lo hacía, ésta iba a ser sacrificada. 
A la hora de hacer frente a la caza de monos, Pockets (Red Buttons) hará uso de una nueva herramienta inventada por él que consistía en un cohete con una red atada que al lanzarlo encerrase a todos los monos en el árbol. Así, el resto del equipo protegido para evitar las mordeduras se introduciría en la tela y daría caza a estos. 
Dallas tendrá que vivir un momento de contraste cultural debido a que la tribu de los Barushi, al ver la relación que esta había desarrollado con sus elefantes, la denomine como "mama tembo". Así, harán una especie de ceremonia en la que la visten con ropajes y collares propios de su etnia; además de trenzarle el pelo y pintar su piel de marrón. 
La última caza, a modo de conclusión con el fatídico inicio, será la de un rinoceronte. Esta escena llama la atención por su dificultad (teniendo en cuenta que todas las escenas fueron rodadas sin dobles y sin decorados) porque en ella se va a ver como fruto de este realismo y de este directo, una vez el animal había sido atrapado se escapa, teniendo que volver a capturarlo. 
Tras esta última caza, todos menos Dallas se dirigen a festejar al pueblo. Esta que había desarrollado una relación amorosa con Sean decide marcharse a la mañana siguiente. La Momella Game Company viendo como le habían roto el corazón a su cabecilla, Sean Mercer decide intentar evitar que esta vuelva a Europa, y como si de una de sus cacerías se tratase la persiguen por toda la ciudad de Arusha.

## Elenco
La película reúne varios personajes de diferentes partes del mundo.
| Personaje                        | Intérprete         | Nacionalidad   |
| -------------------------------- | ------------------ | -------------- |
| Sean Mercer                      | John Wayne         | Estados Unidos |
| Anna Maria 'Dallas' D'Allesandro | Elsa Martinelli    | Italia         |
| Kurt Müller                      | Hardy Krüger       | Alemania       |
| Brandy De la Court               | Michèle Girardon   | Francia        |
| Charles 'Chips' Maurey           | Gérard Blain       | Francia        |
| Luis Francisco García López      | Valentín De Vargas | México         |
| Dr. Sanderson                    | Eduard Franz       | Estados Unidos |
| Pockets                          | Red Buttons        | Estados Unidos |
| Little Wolf                      | Bruce Cabot        | Estados Unidos |

## Premios y candidaturas
En 1963 fue candidata a los Oscar, y obtuvo el segundo lugar en los premios Laurel de oro en la categoría "Top action drama".

## Marco histórico de los hechos
La película dirigida por Howard Hawks tiene lugar en la región de Tanganica, tal y como se aprecia en los créditos iniciales de la film. Esta región, durante el siglo XIX y con la Conferencia de Berlín (1884-1885) pasó a formar parte de Alemania, que la renombró como África Oriental Alemana. Será tras la I Guerra Mundial cuando esta pase a estar bajo dominio británico. 
La independencia de la región se logrará gracias a los TANU (Tanganyka African National Union) quienes en las primeras elecciones 1958-1959 se hicieron con el triunfo en las urnas, logrando en 1961 la independencia de Tanganica. En 1964 tendrá lugar la constitución de Tanzania, cuando Tanganica y Zanzíbar se unan tras la caída del Partido Nacionalista de Zanzíbar. 
En esta década tendrá lugar también el desarrollo de una corriente de protección de la biodiversidad de la región, encabezada por el alemán Bernhard Grizimek. Sobre todo se debe relacionar con la denuncia del expolio de especies y de materiales que de determinadas regiones se estaba haciendo. 
La práctica de extracción de animales de África para llevarlos a Europa fue un acto común que se dio desde Mesopotamia, pasando por Roma y Grecia hasta la Edad Moderna y Contemporánea. Será a finales del siglo XVIII cuando esta práctica se eleve debido a la creación de las mánageries públicas, que tendrían su origen en las colecciones privadas de las monarquías europeas. Los herederos de las mánageries públicas serán los zoos, aunque estos estarán más relacionados con la producción e investigación científica propia del siglo XIX y XX. 
Este fenómeno provocó graves efectos en la biodiversidad africana puesto que muchas especies se vieron mermadas. Hoy en día se intenta por parte de organizaciones como WAZA, establecer por parte de los zoológicos, para enmendar sus errores en el pasado, planes de conservación de estos animales.